# Municipio de Torgerson
El municipio de Torgerson (en inglés: Torgerson Township) es un municipio ubicado en el condado de Pierce en el estado estadounidense de Dakota del Norte. En el año 2010 tenía una población de 62 habitantes y una densidad poblacional de 0,68 personas por km².

## Geografía
El municipio de Torgerson se encuentra ubicado en las coordenadas 48°25′32″N 99°55′28″O / 48.42556, -99.92444. Según la Oficina del Censo de los Estados Unidos, el municipio tiene una superficie total de 91.78 km², de la cual 85,94 km² corresponden a tierra firme y (6,36 %) 5,84 km² es agua.

## Demografía
Según el censo de 2010, había 62 personas residiendo en el municipio de Torgerson. La densidad de población era de 0,68 hab./km². De los 62 habitantes, el municipio de Torgerson estaba compuesto por el 95,16 % blancos, el 4,84 % eran amerindios. Del total de la población el 0 % eran hispanos o latinos de cualquier raza.